# Karel Truksa
Karel Truksa (4. června 1885 Pečky – ?) byl český architekt. V architektuře propagoval moderní směry, jež pak ve své vlastní praxi uplatňoval zvláště v pojetí sakrálních staveb Církve československé. Projektoval zejména zdravotnická, ubytovací, církevní a školská zařízení. Byl otcem malíře a grafika Miroslava Truksy a dědečkem grafičky Jany Truksové. 

## Život a dílo
Po studiích na kolínském gymnáziu absolvoval obor architektura na Českém vysokém učení technickém. Studoval též na Akademii výtvarných umění v Praze. Po ukončení studií pracoval v projekční kanceláři firmy Rössler a Kudlík v České Třebové, kde u něho absolvoval praxi v roce 1922 - 1924 brněnský architekt a stavitel Alois Kuba. Potom působil v Praze a v Jičíně. Často také pracoval mimo české země, především v Německu (Drážďany, Lipsko) a Jugoslávii (Lublaň, Pula). V roce 1916 získal za svůj projekt nemocnice v Pule významné mezinárodní ocenění. Je autorem budovy YMCA v Jičíně, reálného gymnázia a internátu pro řádové sestry v Praze. Jeho nejvýznamnější realizací je budova Husova sboru v pražských Vršovicích.
Je též autorem Husova sboru v Čerčanech, jehož poválečná realizace po roce 1948 je však už jenom zlomkem původně zamýšlené podoby sakrálního komplexu, který se měl tyčit nad touto obcí. 
Publikoval četné stati o architektuře a tvořil též knižní přebaly. V roce 1929 vyšla v jeho úpravě útlá bibliofilie Anna Augustina: Úsměvy slz v nakladatelství Helios, edice M D; sv. 4.

Husův sbor, Vršovické náměstí 967/1, Vršovice

Karel Truksa